# سيزار كويلار
سيزار كويلار (بالإنجليزية: Cesar Cuellar)‏ هو لاعب كرة قدم أمريكي، ولد في 1 مارس 2003 في هومستيد في الولايات المتحدة.